# استاله (استخر) لتیبار
استاله (استخر) لتیبار مربوط به دوران‌های تاریخی پس از اسلام است و در سمنان، خیابان فردوسی، میدان منوچهری (۷ تیر) واقع شده و این اثر در تاریخ ۹ اردیبهشت ۱۳۸۲ با شمارهٔ ثبت ۸۶۱۴ به‌عنوان یکی از آثار ملی ایران به ثبت رسیده است.